# Jürgen Saalmann
Jürgen Saalmann (* 28. Mai 1970 in Haltern) ist ein deutscher Gitarrist und Komponist.

## Leben und Werk
Saalmann begann im Alter von 9 Jahren mit dem Gitarrenunterricht bei Harald Berger. Im Jahr 1989 machte er das Abitur am jetzigen Joseph-König-Gymnasium Haltern am See.  Er studierte klassische Gitarre an der Musikhochschule Münster und schloss 1997 als Diplom-Gitarrenlehrer ab. Jürgen Saalmann unterrichtet Gitarre an der Städtischen Musikschule Haltern am See und ist Dozent an der JKS Herne.
Nach einigen Jahren in diversen Progressive-Rock- und Popbands begann er mit dem Komponieren und der Konzerttätigkeit als Sologitarrist. Das Fachmagazin Akustik Gitarre schrieb 2015: „Jürgen Saalmann gehört zu den modernen Crossover-Klassikern“. Seine Kompositionen gehen von romantisch meditativer Gitarrenmusik über zeitgenössische Gitarrenmusik bis hin zu stilübergreifender Worldmusic. Das Album zum Liveprogramm transit wurde in der Musikzeitschrift Folker 2015 als „ein interessanter Blend aus akustischer Gitarrenmusik, folkigen Melodien, hippen Beats und atmosphärischen Soundscapes“ beurteilt.
Jürgen Saalmann hat mehrere Solo-CDs auf dem Label Stereoflex Records veröffentlicht. Sie wurden u. a. in Musikzeitschriften wie Jazz Podium, Concerto und Akustik Gitarre besprochen. Titel aus dem Album Transit wurden bei den Sendern hr2-kultur und  dem SR 2 Kulturradio vorgestellt. Der Titel Soulmusic wird regelmäßig bei WDR5 gespielt.
Seine Kompositionen werden in den Verlagen Heinrichshofen und in der Edition Margaux/AMA Verlag veröffentlicht.

## Werke

### Notenveröffentlichungen
- Traumlieder. Heinrichshofen, Wilhelmshaven 2017, ISMN 979-0-2044-2855-7 (Suche im DNB-Portal).
- Klangskizzen. Ama Verlag / Edition Margaux, Berlin 2017, ISBN 978-3-7333-1820-8.
- Red & Blue / Gedankenverloren. Ama Verlag / Edition Margaux, Berlin 2017, ISBN 978-3-7333-1821-5.
- Ätna & Alaska. Ama Verlag / Edition Margaux, Berlin 2018, ISBN 978-3-7333-2054-6.
- Toccata Nr. 1.Ama Verlag / Edition Margaux, Berlin 2019, ISBN 978-3-7333-2153-6.
- Toccata Nr. 2. Ama Verlag / Edition Margaux, Berlin 2019, ISBN 978-3-7333-2258-8.
- Traumlieder 2. Heinrichshofen, Wilhelmshaven 2020, ISMN 979-0-2044-2724-6 (Suche im DNB-Portal).
- 28 Days. Ama Verlag / Edition Margaux, Berlin 2021, ISMN 978-3-7333-2531-2 (Suche im DNB-Portal).

### Tonträger
- Acoustic lounge Stereoflex Records, 2007.
- Aufbruch Stereoflex Records, 2010.
- Schlaflieder Stereoflex Records, 2014.
- transit Stereoflex Records, 2015.
- Traumzeit Stereoflex Records, 2017.
- 28 Days Stereoflex Records 2020.